# De Havilland DH.50
Die de Havilland DH.50 war ein einmotoriger Doppeldecker des britischen Herstellers de Havilland Aircraft Company aus den 1920er Jahren. Lizenzversionen des für vier Passagiere ausgelegten Flugzeugs entstanden in Australien, Belgien und der Tschechoslowakei.

## Geschichte
In den 1920er Jahren mussten die aus dem Ersten Weltkrieg stammenden Flugzeuge durch modernere Modelle ersetzt werden. De Havilland entwickelte daraufhin auf Basis der DH.9 ein Flugzeug mit einer für vier Fluggäste ausgelegten Kabine und einer offenen Pilotenkanzel für einen Piloten. Der Rumpf war mit Sperrholz beplankt.
Die erste DH.50 absolvierte ihren Jungfernflug am 30. Juli 1923 und konnte bereits wenige Tage später nach dem Flug von Kopenhagen nach Göteborg einen Preis für Zuverlässigkeit gewinnen. Von den 38 gebauten Exemplaren entstanden 17 bei de Havilland und die übrigen als Lizenzversionen bei anderen Herstellern. Es wurden mehrere unterschiedliche Motoren verwendet.

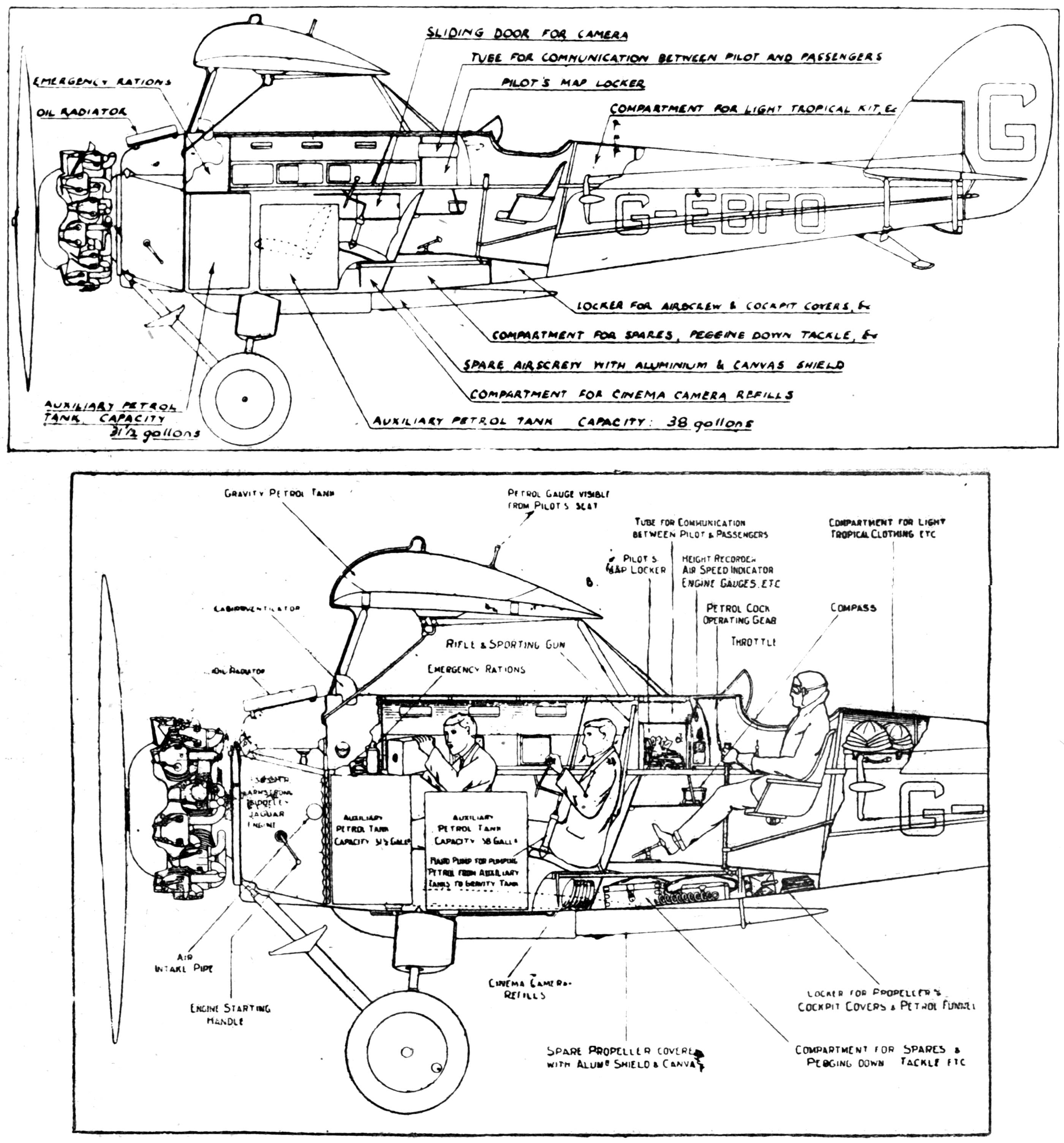
Schnittzeichnung der von Alan Cobham für seinen Flug London–Kapstadt genutzten DH.50J G-BEFO (englische Beschriftung)

1924 gewann der Prototyp der DH.50 das King’s Cup Race. Mit dem zweiten Modell, das wegen seines  Armstrong-Siddeley-Jaguar-Motors als DH.50J bezeichnet wurde, bewältigte Alan Cobham die über 25.000 Kilometer lange Strecke von London nach Kapstadt zwischen November 1925 und Februar 1926. Nach Umbau zu einem Schwimmerflugzeug flog er 1926 von Großbritannien nach Australien und wieder zurück.
In Australien entstanden elf Lizenzbauten, davon vier 50A und drei 50J durch Qantas, drei 50A bei Western Australian Airlines und eine 50A durch die Larkin Aircraft Supply Company. Mit einem der bei Qantas gebauten Flugzeuge begann der Royal Flying Doctor Service seine Tätigkeit. Drei Exemplare baute die belgische Gesellschaft SABCA, sieben DH.50 entstanden in Prag durch Aero.

## Versionen
DH.50Ursprungsversion, 3 Exemplare
DH.50Averbesserte Version, 32 Exemplare, darunter 18 Lizenzbauten
DH.50JVersion mit einem 287 kW starken Armstrong-Siddeley Jaguar-Sternmotor, drei Qantas-Lizenzbauten

## Nutzer
- Australien
  - Australian Aerial Services Ltd.
  - Holdens Air Transport
  - Qantas Airways
  - Rockhampton Aerial Services Ltd.
  - Royal Australian Air Force
  - West Australian Airlines Ltd.

- Belgien
  - SABCA

- Tschechoslowakei
  - Regierung der Tschechoslowakei

- Königreich Irak
  - Iraq Petroleum Transport Company Ltd.

- Neuseeland
  - Royal New Zealand Air Force

- Vereinigtes Königreich
  - Air Taxis Ltd
  - Brooklands School of Flying Ltd.
  - Imperial Airways Ltd.
  - North Sea Aerial and General Transport Company Ltd.
  - Northern Air Lines Ltd.

## Technische Daten
| Kenngröße             | Daten                                               |
| --------------------- | --------------------------------------------------- |
| Besatzung             | 1                                                   |
| Passagiere            | 4                                                   |
| Länge                 | 9,07 m                                              |
| Spannweite            | 13,03 m                                             |
| Höhe                  | 3,35 m                                              |
| Flügelfläche          | 40,32 m²                                            |
| Leermasse             | 1022 kg                                             |
| Startmasse            | 1769 kg                                             |
| Höchstgeschwindigkeit | 180 km/h                                            |
| Dienstgipfelhöhe      | 4450 m                                              |
| Reichweite            | 612 km                                              |
| Triebwerke            | ein 6-Zylinder-Reihenmotor Siddeley Puma mit 172 kW |